# Im Wald sind keine Räuber (Film)
Im Wald sind keine Räuber (Originaltitel: Ingen rövare finns i skogen) ist ein Kinderfilm von Göran Carmback nach dem Drehbuch von Astrid Lindgren.

## Handlung
Peter spielt draußen im Wald mit seinem Schwert. Als er zu seiner Großmutter ins Haus läuft singt er: „Im Wald sind keine Räuber“. Er geht zu dem alten Puppenhaus mit dem seine Mutter schon immer gespielt hatte. Plötzlich bewegt sich die Puppe in dem Haus und sagt zu Peter, dass er lügen würde und im Wald sehr wohl Räuber seien. Peter wird plötzlich ganz klein und geht in das Puppenhaus. Dort stellt sich die Puppe als Mimmi vor und zeigt Peter die Räuber draußen im Wald. Es handelt sich um den Räuberhauptmann Fiolito mit seinen 40 Räubern. Mimmi erklärt, dass die Räuber ihre Perlenkette haben wollen, da diese aus echten Perlen bestehe und sehr wertvoll sei. Fiolito gelingt es die Perlenkette zu stehlen. Doch Mimmi sagt, dass Fiolito nur ihre falsche Perlenkette gestohlen habe. Ihre echte habe sie versteckt. Mimmi legt sich die echte Perlenkette an. Da ruft Peters Großmutter ihn. Peter wird wieder groß und findet sich vor dem Puppenhaus wieder. Er fragt seine Großmutter, ob die Puppe Mimmi zwei Perlenketten habe und ob es sich um echte Perlen handele. Peters Großmutter sagt, dass Mimmi tatsächlich zwei Perlenketten habe, die Perlen aber nicht echt seien und Peters Mutter diese in einem Spielzeuggeschäft gekauft habe.

## Hintergrund
Im Wald sind keine Räuber wurde ursprünglich von Astrid Lindgren als Theaterstück geschrieben. Später wurde es zu einer Geschichte umgeschrieben, die von Ilon Wikland illustriert wurde. Erst danach wurde der Kurzfilm zu der Geschichte gedreht.
Im Wald sind keine Räuber wurde am 25. April 1989 erstmals im schwedischen Fernsehen ausgestrahlt.
In Deutschland wurde der Film am 29. Oktober 1989 innerhalb einer Reihe namens Astrid Lindgren erzählt im ZDF erstausgestrahlt. Im September 2010 wurde das Märchen mit drei weiteren Astrid Lindgren Verfilmungen von der Universum Film GmbH auf einer DVD unter dem Titel Astrid Lindgren – Die schönsten Märchen veröffentlicht. Eine weitere DVD-Veröffentlichung gab es im Oktober 2013, dieses Mal mit zwei weiteren Astrid Lindgren Verfilmungen unter dem Titel Astrid Lindgrens Märchen 1.